# Метју Лилард
Метју Лин Лилард (енгл. Matthew Lyn Lillard; рођен 24. јануара 1970. у Лансингу, Мичиген), амерички је комичар, сценариста, гласовни и филмски и телевизијски глумац познат по својим карактеристичним споредним улогама. Појавио се у филмовима Мама, серијски убица (1994),  Хакери (1995), Врисак (1996), Трула чула (1998), Она је та (1999), Тринаест духова (2001), Скуби Ду (2002) и Скуби Ду 2: Чудовишта на слободи (2004), Потомци (2011) поред многих.